# Marcello Piacentini

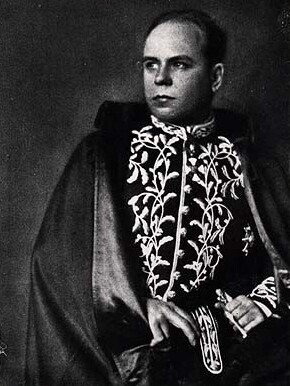
Marcello Piacentini in der Uniform der Accademia d’Italia

Marcello Piacentini (* 8. Dezember 1881 in Rom; † 19. Mai 1960 in Rom) war ein italienischer Architekt, der während des faschistischen Regimes zum ersten „Staatsarchitekten“ Mussolinis avancierte. Im deutlichen Unterschied jedoch zu Albert Speer und dessen herausragender Position als Architekt Hitlers im nationalsozialistischen Deutschland wurde Piacentini nicht mit Vollmachten oder Sonderrechten ausgestattet.

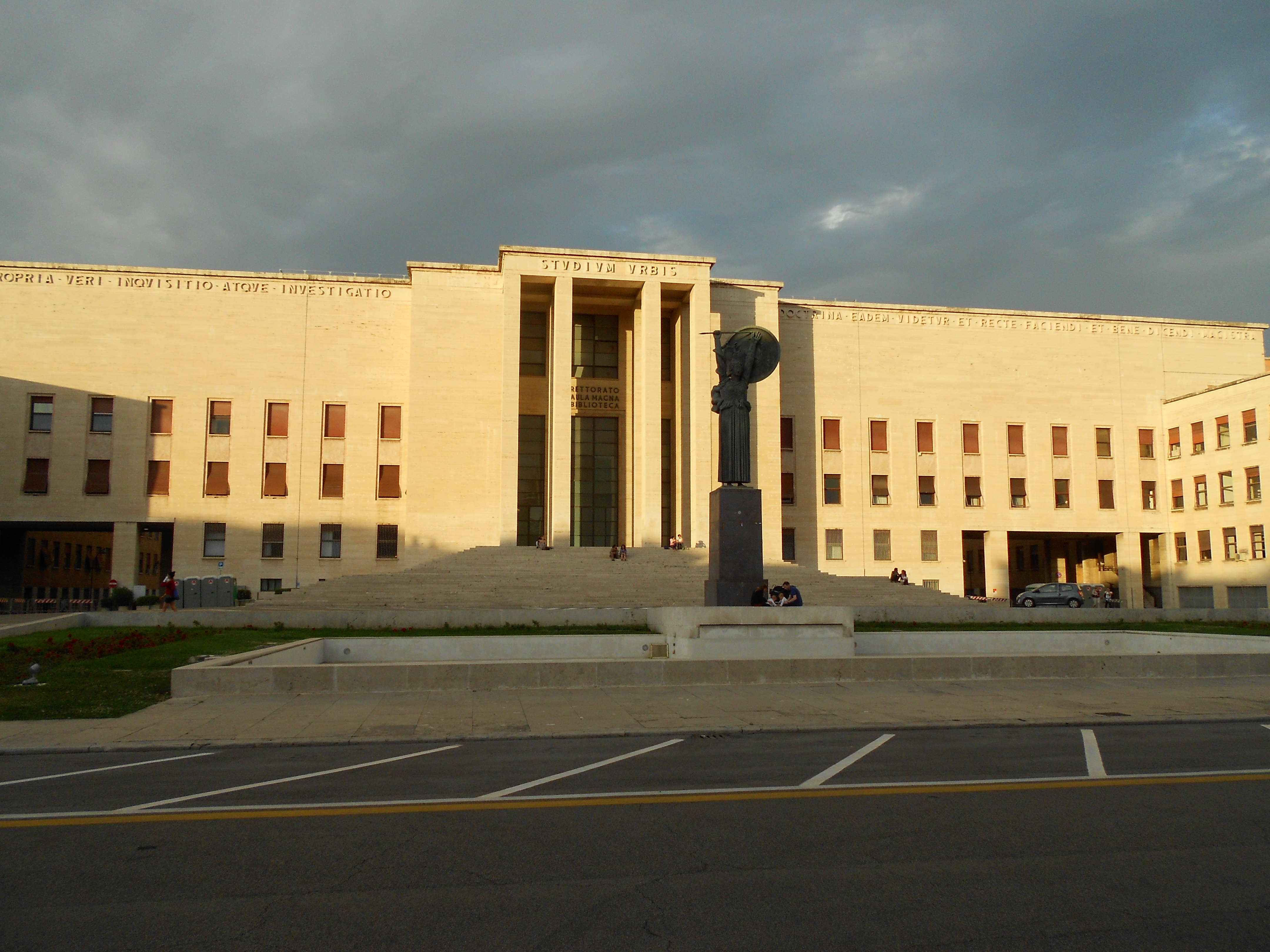
Hauptgebäude der Universität „La Sapienza“ in Rom

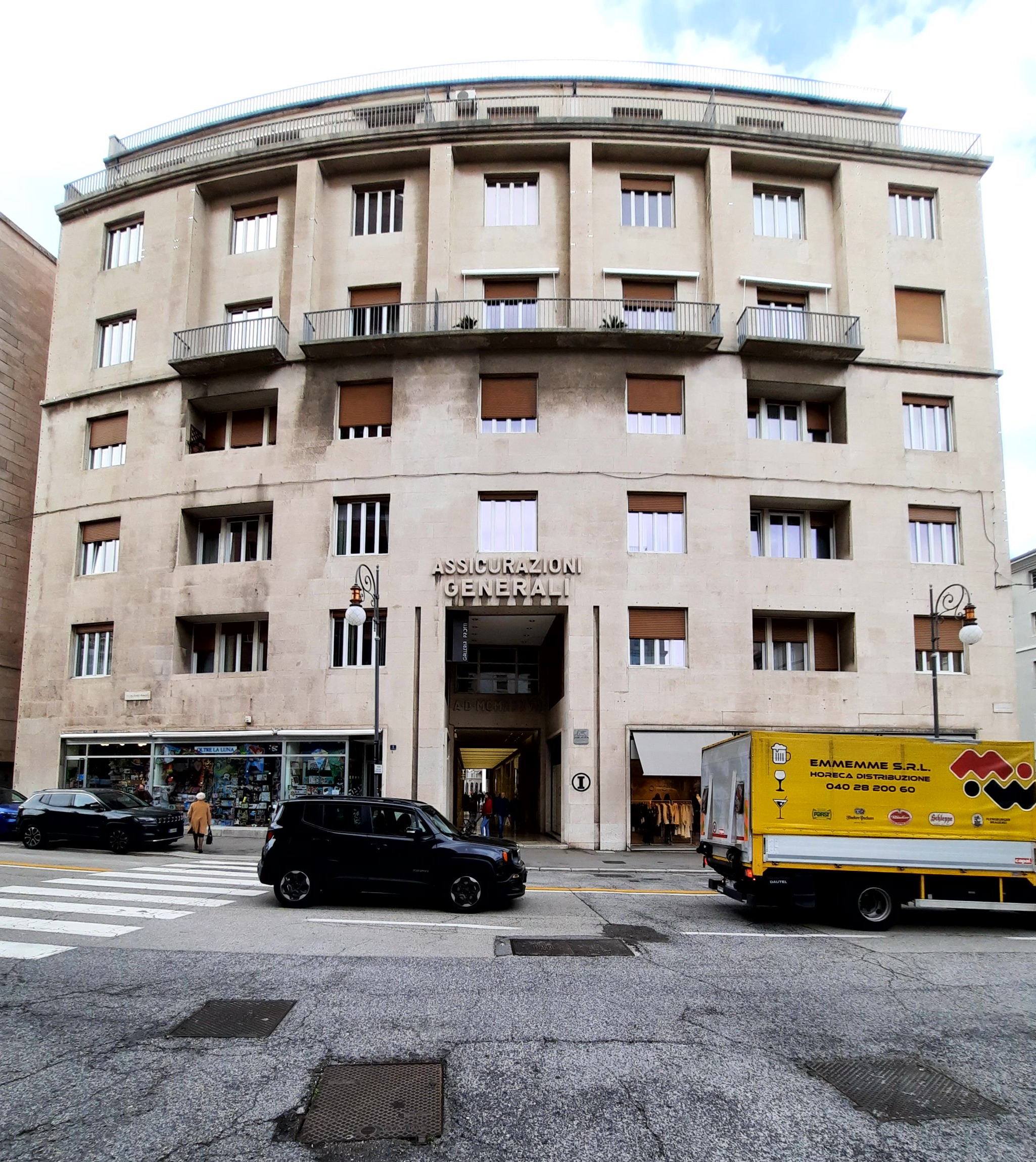
Teil des Gebäudekomplexes der Assicurazioni Generali in Triest

## Leben
Schon sein Vater, Pio Piacentini (1846–1928), war ein bekannter Architekt und Vertreter des römischen Eklektizismus. Im väterlichen Architekturbüro sammelte Marcello Piacentini erste Erfahrungen, so etwa beim gemeinsamen Entwurf für die Nationalbibliothek von Florenz (1903–1906) im Stile der Neorenaissance.
Piacentinis Baustil in den 1930er Jahren zeichnet sich durch einen eklektizistischen Neomonumentalismus aus, der positiv besetzte Bausteine einer vergangenen Zeit in die Gegenwart zu übertragen sucht, indem er klassische Säulen zu Vierkantpfeilern (ohne Basis und Kapitell) und Arkaden zu scharfkantigen, profillosen Kolonnaden werden lässt und dabei den menschlichen Maßstab als Bezugsgröße bewusst ausblendet. Ihm geht es vielmehr darum, eine diktatorische Macht durch sein Formenvokabular zu legitimieren und in Überdimension zu repräsentieren. Der Höhepunkt seiner Karriere fällt in die Zeit des Faschismus: Um 1933/1934 ist Piacentinis Position als Architekt bereits beispiellos. Er ist Vorsitzender des Obersten Rats der öffentlichen Bauten, Mitglied der italienischen Akademie, Berufsverbandspräsident, Chef der Obersten Kommission der Schönen Künste, Direktor der Architektur- und Ingenieurfakultät der Universität Rom und Chefredakteur der größten italienischen Fachzeitschrift Architettura. Seine Führungsrolle erlaubt ihm auch die Vermittlung von Aufträgen und das Herbeiführen von Kompromissen seitens fast aller rationalistischer Architekten, die er zu einer Mitarbeit verpflichten konnte. Ein Spiel mit klar verteilten Rollen, denn gerade die Vertreter des Razionalismo waren bestrebt, nach langem Warten endlich an wichtige Bauaufträge zu kommen.
Bei der für Piacentini wichtigen Planung der Città Universitaria in Rom (1932–1935), für die er das streng axiale, mit Travertin verkleidete Rektoratsgebäude baut, besetzt er mit feinem Kalkül eine Mittlerrolle: Mit der Einbindung rationalistischer Architekten wie Giuseppe Pagano oder Giovanni Michelucci in das Projekt leitet er geschickt den Gleichschaltungs- und Verschmelzungsprozess der italienischen Architektur ein. Nur unter seiner Regie ergab sich für die beteiligten Architekten des Razionalismo die Chance auf eine Realisierung. Die bedeutungsvolle Verbindung von Architektur und Macht hatte sich Piacentini sehr schnell vergegenwärtigt. Sein Verhandlungsgeschick und seine zunehmend gefestigte Position trugen entscheidend dazu bei, die Vormachtstellung der von ihm angeführten Gruppe der „Scuola Romana“ zu forcieren.
Seine Werke finden sich in ganz Italien, vor allem aber in Rom, wo er als einflussreichster Architekt der faschistischen Epoche das Bild der Stadt durch einen reduzierten Neoklassizismus wesentlich prägte. Vor allem seine städtebaulichen Planungen, die bis heute noch in der italienischen Hauptstadt zu erkennen sind, sind von Bedeutung. Durch die Heroisierung antiker Bauten als Verweis auf die ewige Stadt und deren großer Geschichte wurden zahlreiche historische Bauten durch die Zerstörung benachbarter Gebäude räumlich freigestellt. Auch das Projekt der Via della Conciliazione (1934/1950) verfolgte mit der Freilegung der Zugangsstraße zur Peterskirche dieses städtebauliche Prinzip.
Piacentinis städtebauliches Hauptwerk ist der Generalplan für das Weltausstellungsgelände E42 in Rom. Exakt an der Stelle, wo Piacentini für Benito Mussolini den „Altar der Neuen Ordnung“ am Ende einer gigantischen Straßenachse platzieren wollte, entstand zu den Olympischen Sommerspielen 1960 in Rom der gläserne Rundbau des Palazzo dello Sport von Pier Luigi Nervi.

## Publizistische Tätigkeit
Im Mai 1921 gründete Piacentini gemeinsam mit Gustavo Giovannoni die Zeitschrift Architettura e Arti decorative, die mit der Ausgabe September–Oktober 1927 zum offiziellen Organ des Nationalen Faschistischen Architektenverbandes wurde.
Mit der Dezemberausgabe von 1931 erschien diese Zeitschrift zum letzten Mal und wurde ab 1932 durch Architettura ersetzt. Hier übernahm Marcello Piacentini bis zur letzten Ausgabe im Dezember 1942 die Chefredaktion. Auch bei der darauf folgenden Zeitschrift Architettura, Rassegna di Architettura, die von Januar 1943 bis April 1944 erschien, hatte Piacentini als Herausgeber eine wichtige Position inne.

## Werke (Auswahl)
- Italienischer Pavillon (Weltausstellung), Brüssel, 1910[2]
- Pavillon bei der Weltausstellung in Rom (Quartier Piazza d’Armi), 1911
- Villino Allegri, Rom, 1913–1919
- Italienischer Pavillon bei der Panama-Pacific International Exposition, San Francisco, 1915
- Cinema Corso, Rom, 1915–1917[3]
- Palazzo di Giustizia, Bergamo, 1916–1922
- Kirche Sacro Cuore di Cristo Re im Viale Mazzini in Rom, 1919–1934[4]
- Cinema Teatro Savoia, Florenz, 1922
- Palazzo di Giustizia, Messina, 1923–1928
- Casa Madre dei Mutilati, Rom, 1924–1928[5]
- Casale Fogaccia nell’Agro Romano, 1924–1929
- Variante zum Generalbebauungsplan (Entwurf), Rom, 1925–1926
- Albergo degli Ambasciatori an der via Veneto, Rom, 1925–1926
- Siegesdenkmal, Bozen, 1926–1928[6]
- Umgestaltung des Stadtzentrums von Bergamo, 1927
- Palazzo del Ministero delle Corporazioni in via Veneto, Rom, 1927–1932
- Cassa Nazionale per le Assicurazioni Sociali, Mailand, 1928–1931
- Umgestaltung des Stadtzentrums von Brescia (Piazza della Vittoria), 1928–1932
- Casa per abitazioni in Via Lungotevere Tor di Nona, Rom, 1929–1931
- Palazzo del Rettorato dell’Università degli studi di Roma La Sapienza, 1932–1935
- Palazzo Piacentini,  Museo Nazionale della Magna Grecia in Reggio Calabria, 1932–1941
- Generalbebauungsplan für Bozen, 1933
- Palazzo di Giustizia, Mailand, 1933
- Banca Agricola Milanese, Mailand, 1933–1934
- Armeeoberkommando (Corpo d’Armata), Bozen, 1933–1935[7]
- Palazzo Missori, Mailand, 1933–1938
- Umgestaltung der Via Roma, Turin, 1934–1938
- Gebäudekomplex für die Assicurazioni Generali zwischen der Piazza della Borsa und der Via del Teatro Romano, Triest, 1935/37–1938/39
- Hochhaus Invernizzi, Genua, 1937–1941
- Städtebaulicher Plan für die E42 (E.U.R.), Rom, 1938
- Hauptsitz des Banco di Napoli, Neapel, 1939–1940
- Universitätskapelle La Divina Sapienza (Universität La Sapienza), Rom, 1945–1948[8]
- Via della Conciliazione, Rom, Planungsbeginn 1934, Realisierung 1948–1950[9]